# 荒井宣行
荒井 宣行（あらい のぶゆき、天保3年（1832年） - 明治39年（1906年）8月25日）は、幕末の仙台藩士で、額兵隊隊士。通称は平之進。変名、橋本左京。左馬之助とも。雅号は千歳庵一叟。

## 経歴
星恂太郎率いる額兵隊に入隊して頭取・裁判役などを務めて戊辰戦争を戦い、仙台藩恭順後は榎本武揚ら旧幕府軍と行動を共にして蝦夷地へ渡る。
蝦夷地上陸時、額兵隊が土方歳三の配下となったため出陣して松前攻めに活躍。蝦夷地平定後は大野村（北海道の旧村）を守備して、新政府軍と旧幕府軍が明治2年（1869年）4月より決戦を開始すると木古内口に出兵して徹底抗戦を続けた。しかしついに敗走となり、箱館総攻撃では千代ヶ岡陣屋に出陣したが敗退。5月18日、旧幕府軍は全面降伏となる。
称名寺や弁天台場で謹慎となり、明治3年（1870年）4月に赦免。当初仙台藩は荒井ら脱藩士達の帰藩を望まない姿勢を取っていたが、7月には帰国を許された。
後、郵便局長などを務めて生活していた。
明治39年、死去。享年75。俳諧を好んだと言う。
墓所は仙台市青葉区北山喜伝山秀林寺。

## 辞世の句
- 散る華を 途（みち）連れにして 吹れけり